# Doris Miller
Doris "Dorie" Miller (Waco, 12 de outubro de 1919 – Batalha de Makin, 24 de novembro de 1943) foi um taifeiro de terceira classe da Marinha dos Estados Unidos. Durante o Ataque a Pearl Harbor, em 7 de dezembro de 1941, Dorie manejou uma bateria antiaérea, sem ter nenhum treino no equipamento, além de ter ajudado a salvar companheiros do navio. Por suas ações, Dorie foi reconhecido com a Cruz da Marinha.
Dorie foi o primeiro negro norte-americano a ser condecorado com a Cruz da Marinha, a terceira maior condecoração de honra dada pela Marinha nesse tempo, só ultrapassada pela Medalha de Honra do Congresso e pela Medalha de distinção de serviço da Marinha. Ele se tornou um ícone de guerra entre a comunidade negra dos Estados Unidos, que por muito tempo foi impedida de servir nas unidades de combate e elite das Forças Armadas. Cerca de dois anos depois de Pearl Harbor, Dorie morreu no ataque ao USS Liscome Bay por um submarino japonês durante a Batalha de Makin.
Em janeiro de 2020 foi anunciado pela Marinha dos Estados Unidos que o CVN-81, porta-aviões classe Gerald R. Ford, programado para ser lançado ao mar dem 2028, será nomeado em homenagem a Doris Miller.

## Biografia
Doris nasceu em 1919, em Waco, no Texas. Era filho de Connery e Henrietta Miller. Recebeu o nome de Doris porque a parceira que auxiliou no seu parto achava que o bebê seria menina. Era o terceiro entre os quatro filhos do casal Miller e sempre ajudou a mãe nas tarefas domésticas, cozinhando, lavando roupa e lavrando a terra na fazenda. Doris era um bom aluno e o Fullback do time da sua escola de ensino médio, a A.J. Moore Academy.
Em 25 de janeiro de 1937, aos 17 anos, Doris começou a oitava série novamente. Forçado a repetir a série no ano seguinte, ele decidiu largar a escola. Acabou preenchendo parte do seu tempo caçando com um rifle .22 e fez um curso a distância em taxidermia. Chegou a se candidatar a Civilian Conservation Corps, um programa voluntário de assistência ao trabalho público que operou de 1933 a 1942 nos Estados Unidos para homens desempregados e solteiros, mas foi recusado.
Doris trabalhou na fazenda com o pai até completar 20 anos. Em 16 de setembro de 1939, ingressou na Marinha dos Estados Unidos, seguindo para o posto de treinamento naval em Norfolk, na Virginia, tendo sido promovido a taifeiro de terceira classe, uma das poucas patentes disponíveis para os marinheiros negros na época.
Após o treinamento, foi designado para o navio de munição USS Pyro, sendo transferido em 2 de janeiro de 1940 para o cruzador de batalha USS West Virginia. Foi neste navio que ele começou uma competição de boxe. Em julho do mesmo ano, ele foi transferido temporariamente para servir a bordo do USS Nevada, retornado ao West Virginia em agosto de 1941. Acredita-se que seu apelido "Dorie" seja um erro de digitação. Depois de suas ações serem reconhecidas e premiadas em Pearl Harbor, o Pittsburgh Courier publicou sua história em 14 de março de 1942 nomeando-lhe "Dorie Miller". Desde então, alguns escritores e jornalistas sugeriram que este pudesse ser seu apelido entre familiares e colegas.

## Ataque a Pearl Harbor
Em 7 de dezembro de 1941, Doris servia a bordo do West Virginia, tendo acordado às 6 da manhã. Depois de servir o café no refeitório, estava recolhendo a roupa para lavar às 7:57 quando o tenente-comandante Shigeharu Murata, do porta-aviões Akagi, lançou o primeiro de nove torpedos que acertariam o West Virginia. Quando o alerta vermelho soou, Doris seguiu para seu posto de batalha que acabou destruída por um torpedo.
Ele foi então para Times Square, um ponto central entre a popa e uma passagem de estibordo se encontravam, e se informou disponível para o serviço. Tenente-comandante Doir C. Johnson, oficial de comunicações do navio, avistou Doris, notando seu porte físico, o chamou para ajudá-lo a resgate o capitão do West Virginia, Mervyn Bennion, ferido no abdômen por estilhaços. Doris e outro marinheiro tentaram resgatá-lo, mas incapazes de movê-lo para a ponte, o carregaram para um local menos exposto ao ataque japonês atrás da torre de comando. O capitão se recusou a abandonar seu posto, perguntando aos seus oficiais sobre a situação do navio e dando ordens, mesmo ferido.

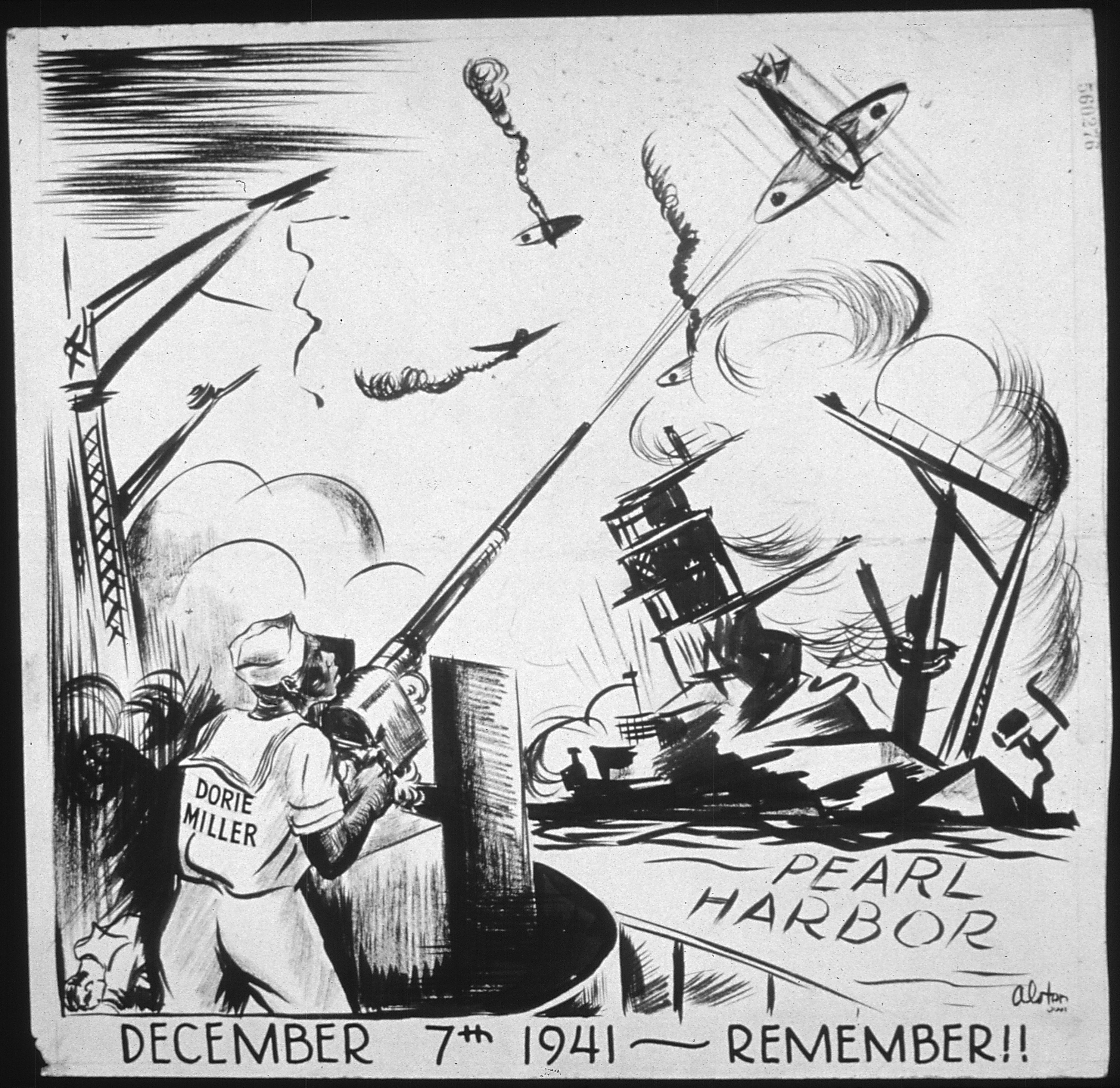
Ilustração de Doris Miller defendendo sua frota em Pearl Harbor.

O tenente Frederic H. White ordenou que Doris ajudasse ao alferes Victor Delano a carregar munição .50 até às baterias no convés. Doris Miller não estava familiarizado com a arma, mas White e Delano o instruíram sobre como operá-la. Delano esperava que Miller alimentasse munição com uma arma, mas sua atenção foi desviada e, quando olhou novamente, Miller estava disparando uma das armas. White então carregou munição nas duas armas e atribuiu a Miller a arma de estibordo.
Doris disparou a arma até ficar sem munição, quando foi ordenado pelo tenente Claude V. Ricketts, juntamente com o tenente White e o chefe dos sinaleiros A.A. Siewart, para ajudar a levar o capitão até a ponte, saindo da espessa fumaça oleosa gerada pelos muitos incêndios dentro e ao redor do navio. Bennion estava apenas parcialmente consciente nesse ponto e morreu logo depois. Os aviões japoneses finalmente lançaram duas bombas perfurantes no convés do navio de guerra e lançaram cinco torpedos de 18 polegadas (460 mm) em seu porto. Quando o ataque finalmente abrandou, Doris Miller ajudou a mover marinheiros feridos através de óleo e da água para o tombadilho, "salvando inquestionavelmente a vida de várias pessoas que de outra forma poderiam estar perdidas".
O navio estava muito danificado por bombas, torpedos e pelas consequentes explosões e incêndios, mas a tripulação combateu o incêndio inundando vários compartimentos. Porém, o West Virginia acabou afundando no porto enquanto a tripulação sobrevivente, incluindo Doris Miller, abandonava a embarcação.

## Condecoração
Em 15 de dezembro, Doris foi transferido para o cruzador USS Indianapolis. Em 1 de janeiro de 1942, a Marinha liberou uma lista com condecorações pelas ações ao ataque de 7 de dezembro. Entre os nomes havia uma condecoração para um marinheiro negro desconhecido. A Associação Nacional para o Progresso de Pessoas de Cor (NAACP) pediu ao presidente Franklin D. Roosevelt que premiasse o marinheiro desconhecido com a Cruz de Serviço Distinto. O Comitê de Condecorações da Marinha recebeu o pedido, alegando considerar a condecoração.
Em 12 de março de 1942, a história do marinheiro negro desconhecido foi publicada pelo jornal da comunidade negra Pittsburgh Courier e a reportagem foi citada pela Associated Press. Nos dias seguintes o senador James M. Mead entrou com um pedido ao Senado para condecorar Doris Miller, e o congressista John D. Dingell, levou ao congresso um pedido igual.
Doris Miller foi reconhecido como um dos primeiros heróis da Segunda Guerra Mundial. Ele foi condecorado em uma carta assinada pelo Secretário da Marinha, Frank Knox, em 1 de abril e no dia seguinte, a rádio CBS lançou um programa chamado "They Live Forever", onde em um dos episódios eles narravam as ações de Doris no ataque em Pearl Harbor. As associações dentro da comunidade negra norte-americana começaram uma campanha para dar a Doris Miller um maior reconhecimento por suas ações heroicas no Havaí. Em 4 de abril, o Pittsburgh Courier pediu aos seus leitores que escrevessem ao Comitê de Assuntos Navais e pressionasse seus membros a conceder uma Medalha de Honra a Miller. Na Conferência da Juventude Negra do Sul foi lançada uma campanha de assinaturas. Em 11 de maio, o presidente Roosevelt aprovou a condecoração com a Cruz da Marinha para Doris Miller.
Em 27 de maio de 1942 Doris foi pessoalmente condecorado pelo almirante Chester W. Nimitz, comandante em chefe da frota do Pacífico, a bordo do porta-aviões USS Enterprise, em Pearl Harbor, com a Cruz da Marinha. Na época, a Cruz da Marinha era a terceira maior condecoração em combate.

## Morte
Após um período de treinamento no Havaí, o USS Liscome Bay participou da Batalha de Makin, em 20 de novembro de 1943. Em 24 de novembro, o Liscome Bay foi atingido por um torpedo lançado pelo submarino japonês I-175. O depósito de munição de aeronaves do navio explodiu pouco depois, fazendo o navio afundar em 23 minutos. Havia 272 sobreviventes da tripulação de mais de 900, mas Miller não estava entre eles. Mais da metade da tripulação foi dada como morta naquele dia. Em 7 de dezembro de 1943, dois anos depois dos atos heroicos de Doris em Pearl Harbor, seus pais foram informados que seu filho foi morto em combate.
Um memorial foi feito para Doris Miller em 30 de abril de 1944, na Segunda Igreja Batista de Waco. Em 28 de maio, uma estela em granito foi erguida em sua homenagem na escola em que Doris estudou. Em 25 de novembro de 1944, um ano e um dia após a perda do Liscome Bay, Doris Miller foi dado oficialmente como morto pela Marinha.

## Legado

### Memoriais
- Doris Miller Memorial, uma instalação de arte pública que homenageia Miller nas margens do rio Brazos, em Waco, Texas.[24] Inovadora realizada em outubro de 2015. Uma estátua de bronze de nove pés foi inaugurada em 7 de dezembro de 2017, localizada temporariamente no Bledsoe-Miller Park, nas proximidades.[25]
- Uma placa comemorativa de bronze na comunidade habitacional Doris Miller Park, localizada perto da Estação Naval de Pearl Harbor; organizado pela irmandade Alpha Kappa Alpha e dedicado em 12 de outubro de 1991, que seria o 72º aniversário de Miller.[26][27]
- Placa no pátio memorial no Museu Nacional da guerra do Pacífico em Fredericksburg, Texas.[28]

### Escolas
- Escola intermediária de Dorie Miller, Ennis, Texas. [29]
- Escola primária de Doris Miller, San Antonio, Texas (aberta em 1947).[30]
- Escola primária de Doris Miller, San Diego, Califórnia (dedicada em 28 de abril de 1976).[31]
- Escola primária de Dorie Miller, Waco, Texas (fechada em 2012).[32]
- Escola secundária de Doris Miller, San Marcos, Texas.[33]